# Bunsta
Bunsta är en småort i Njurunda socken i Sundsvalls kommun i Västernorrlands län.
Det senare ledet i ortnamnet kommer av det äldre ordet "stadhir" med betydelsen "plats" eller "ställe". Ledet, vilket härrör från järnåldern,  återfinns även i andra näraliggande bynamn som Skrängsta och Volmsta.